# Peștera Biserica Dracului
Peștera Biserica Dracului, numită și "Peștera de la Brădișor", este situată în Vârful Brădișorului (1034 m), piatra de hotar dintre satele Dupăpiatră și Buninginea (aparținător de comuna Ciuruleasa, județul Alba).